# جاكوب بيغيلو
جاكوب بيغيلو (بالإنجليزية: Jacob Bigelow)‏ هو عالم زواحف وطبيب وعالم نبات وشاعر أمريكي، ولد في 27 فبراير 1787 في وترتاون في الولايات المتحدة، وتوفي في 10 يناير 1879 في بوسطن في الولايات المتحدة.

## وصلات خارجية
- جاكوب بيغيلو على موقع إن إن دي بي (الإنجليزية)